# Freedom Writers
Freedom Writers (bra: Escritores da Liberdade) é um filme de drama norte-americano lançado em 2007. Dirigido por Richard LaGravenese e produzido por Danny DeVito, Michael Shamberg e Stacey Sher, o filme é estrelado por Hilary Swank, Scott Glenn, Imelda Staunton e Patrick Dempsey e é inspirados nos eventos reais relatados pelo livro The Freedom Writers Diaries, baseado nos relatos da professora Erin Gruwell e seus diversos alunos...
Baseado numa história real, o filme aborda os desafios da educação, em especial num contexto socioeconômico problemático.
A ideia para o filme veio da jornalista Tracey Durning, que fez um documentário sobre Erin Gruwell para o programa Primetime Live da ABC News. Durning atuou como co-produtora executiva do filme.

## Sinopse
No filme, a professora Erin Gruwell assume uma turma de alunos problemáticos de uma escola que não está nem um pouco disposta a investir ou mesmo acreditar naqueles garotos.
No começo a relação da professora com os alunos não é muito boa. A professora é vista como representante do domínio dos brancos nos Estados Unidos. Suas iniciativas para conseguir quebrar as barreiras encontradas na sala de aula vão aos poucos resultando em frustações.
Apesar de muitas vezes apresentar desânimos nas chances de um resultado positivo no trabalho com aquele grupo, Erin não desiste, levanta a cabeça e segue em frente.
Mesmo não contando com o apoio da direção da escola e das demais professoras, ela acredita que há possibilidades de superar as mazelas sociais e étnicas ali existentes. Para isso cria um projeto de leitura e escrita, iniciada com o livro " O diário de Anne Frank" em que os alunos poderão registrar em cadernos personalizados o que quiserem sobre suas vidas.
Ao criar um elo de contato com o mundo Erin fornece aos alunos um elemento real de comunicação que lhes permite se libertarem de seus medos, anseios, aflições e inseguranças.
Erin consegue mostrar aos alunos que os impedimentos e situações de exclusão e preconceito podem afetar a todos independente da cor, da pele, da origem étnica, da religião etc.

## Elenco
| Ator               | Papel             |
| ------------------ | ----------------- |
| Hilary Swank       | Erin Gruwell      |
| Imelda Staunton    | Margaret Campbell |
| Patrick Dempsey    | Scott Casey       |
| Scott Glenn        | Steve             |
| April L. Hernandez | Eva               |
| Jacklyn Ngan       | Sindy             |
| Kristin Herrera    | Gloria            |
| Mario Barrett      | Andre Bryant      |
| Sergio Montalvo    | Alejandro         |
| Jason Finn         | Marcus            |
| Deance Wyatt       | Jamal             |
| Vanetta Smith      | Brandy            |
| Gabriel Chavarria  | Tito              |
| Hunter Parrish     | Ben               |
| Antonio García     | Miguel            |
| Giovonnie Samuels  | Victória          |
| Pat Carrol         | Miep Gies         |

## Lançamento
O filme estreou nos Estados Unidos em 5 de Janeiro de 2007, tendo estreado em quarto lugar, atrás de Children of Men (terceiro lugar), The Pursuit of Happyness (segundo lugar), e Night at the Museum (primeiro lugar), com uma bilheteria de aproximadamente 9 milhões, tendo obtido uma bilheteria total de US$42,827,394, sendo US$36,605,602 apenas nos Estados Unidos.

## Recepção
O Metacritic, que usa uma média ponderada, atribuiu ao filme uma pontuação de 64 em 100, baseado em 29 críticos, indicando críticas "geralmente favoráveis".

## Música
Entre as músicas incluídas na trilha sonora estão "A Dream", uma colaboração do rapper Common com o produtor will.i.am inspirada no histórico discurso de Martin Luther King, "Eu Tenho Um Sonho", além de "Keep Ya Head Up", uma canção de Tupac Shakur.

### Faixas
| #  | Título                             | Compositor (es)                                                                 | Produtor(es)               | Artista                             | Duração |
| -- | ---------------------------------- | ------------------------------------------------------------------------------- | -------------------------- | ----------------------------------- | ------- |
| 1  | "I Have a Dream"                   | L. Lynn, W. Adams, M.L. King Jr.                                                | will.i.am                  | Common, will.i.am                   | 3:38    |
| 2  | "Listen!!!"                        | T.K. Greene, K. Holland, F. Williams                                            | Kwamé                      | Talib Kweli                         | 3:29    |
| 3  | "It's R Time [Lenky Remix]"        | J. Ortega, V. Santiago, L. Vazquez, R. Ramirez, K. Ravenell, E. Almonte         |                            | Jeannie Ortega                      | 3:15    |
| 4  | "When the Ship Goes Down"          | L. Freese, L. Muggerud, L. Dickens                                              | DJ Muggs                   | Cypress Hill                        | 3:12    |
| 5  | "Hip Hop Hooray"                   | V. Brown, A. Criss, K. Gist, E. Isley, Ru. Isley, Ro. Isley, O. Isley, M. Isley | Naughty by Nature          | Naughty by Nature                   | 4:25    |
| 6  | "Keep Ya Head Up"                  | T. Shakur, D. Anderson, S. Vincent, R. Troutman                                 | DJ Daryl                   | 2Pac                                | 4:25    |
| 7  | "Code of the Streets"              | K. Elam, C. Martin, R. Russell                                                  | DJ Premier                 | Gang Starr                          | 3:29    |
| 8  | "Rebirth of Slick (Cool Like Dat)" | I. Butler, C. Irving, M. Vieira, J. Williams                                    | Butterfly                  | Digable Planets                     | 4:21    |
| 9  | "Officer"                          | T. Hardson, J. Martinez, R. Robinson, D. Stewart, E. Wilcox                     | J-Swift                    | The Pharcyde                        | 4:01    |
| 10 | "This Is How We Do It"             | M. Jordan, O. Pierce, R. Walters                                                | Montell Jordan, Oji Pierce | Montell Jordan                      | 3:58    |
| 11 | "Colors"                           | W. Adams                                                                        | will.i.am                  | will.i.am                           | 2:12    |
| 12 | "Bus Ride"                         | W. Adams                                                                        | will.i.am                  | will.i.am                           | 2:06    |
| 13 | "Riots"                            | M. Isham, W. Adams                                                              |                            | Mark Isham, Miri Ben-Ari, will.i.am | 2:04    |
| 14 | "Eva's Theme"                      | M. Isham                                                                        |                            | Mark Isham                          | 1:49    |
| 15 | "Anne Frank"                       | M. Isham                                                                        |                            | Mark Isham, Miri Ben-Ari            | 1:38    |